# Tommaso Spinola
Tommaso Spinola (Milano, 21 marzo 1803 – Genova, 24 ottobre 1879) è stato un politico italiano.

## Biografia
Nato a Milano, figlio del marchese Giuliano e di Isabelle Doria, fu deputato del collegio di Bobbio nella V legislatura statutaria. Sindaco di Genova per parecchi anni, passò quindi al Consiglio di Stato e poi, per nomina regia, al Senato del Regno.